# أتلتيكو مدريد
نادي مدريد الرياضي (بالإسبانية: Club Atlético de Madrid, S.A.D.) ويعرف باسم أتلتيكو مدريد هو نادي كرة قدم إسباني تأسس في 26 أبريل 1903 ويتمركز في العاصمة الإسبانية مدريد. ينشط الفريق حالياً في الدوري الإسباني وملعبه الأساسي هو سيفيتاس ميتروبوليتانو الذي يتسع حالياً لـ70 ألف متفرج أكبر من ملعب فيسنتي كالديرون السابق وتم هدم ملعب فيسنتي كالديرون في عام 2017 ولعب أتلتيكو مدريد أول مباراة له على ملعبه الجديد سيفيتاس ميتروبوليتانو في الجولة الرابعة أمام مالقا ضمن إطار منافسات الليغا لموسم 2017–18. حصل أتلتيكو مدريد على لقب الدوري الإسباني في 11 مناسبة، وعلى كأس ملك إسبانيا 10 مرات أيضًا كما أنه فاز بثنائية الدوري والكأس مرة واحدة عام 1996، و‌كأس السوبر الإسباني في مناسبتين. على الصعيد الأوروبي فاز الفريق بكأس الكؤوس الأوربية عام 1962، وكان وصيف دوري أبطال أوروبا ثلاث مرات أعوام 1974 و2014 و2016، كما فاز 3 مرات بثنائية الدوري الأوروبي وكأس السوبر الأوروبية أعوام 2010 و2012 و2018. كذلك فاز أتلتيكو بلقب الدوري الأوروبي 3 مرات أعوام 2010 و2012 و2018. بينما فاز بلقب كأس الكؤوس الأوروبية مرة واحدة في عام 1962.
يعدّ أتلتيكو مدريد ثالث أكثر أندية كرة القدم شعبيةً في إسبانيا بعد ريال مدريد وبرشلونة. ألوان النادي عندما يلعب على أرضه هي الأحمر والأبيض المخطط للقمصان مع سروايل زرقاء اللون وقد تم استعمال هذه الألوان من عام 1911، وحالياً فشركة نايكي هي المصنع الرسمي لملابس النادي وطيران الرياض هي الراعي الأساسي للفريق.
خلال تاريخ النادي عرف الأتلتيكو بعدد من الألقاب منها «لوس كولتشونيروس» أو صانعي الوسائد بسبب ألوان القميص المخططة بالأحمر والأبيض والتي تشابه ألوان الوسائد القديمة. في السبعينات عُرف النادي باسم «لوس إنديوس» أي الهنود ويقال أن سبب هذه التسمية كان تعاقدات النادي مع لاعبين كثيرين من أمريكا الجنوبية بعد رفع الحظر عن اللاعبين الأجانب. إلاّ أن هناك عدد من النظريات المضادة التي تدّعي بأنّهم سمّوا بهذا الاسم لأن ملعبهم يتخذ شكل خيمة على ضفاف النهر أو لأن الـ«لوس إنديوس» (الهنود) كانوا العدو التقليدي لـ«لوس بلانكوس» (البيض) وهو لقب غريم الأتلتيكو التاريخي ريال مدريد.

## التاريخ

### البدايات
قام ثلاثة طلبة باسكيين بتأسيس النادي عام 1903، وهم غورتازار، أزتورتشا، وأبدون. وكان اسم النادي Athletic Club de Madrid (نادي مدريد الرياضي). كان جزء من أثلتيك بلباو. في عام 1904 انضم مؤسسو النادي للأعضاء المعارضين لنادي مدريد لكرة القدم. بدأ الفريق باللعب بالزي الأزرق والأبيض، كما كان نادي أثلتيك بلباو، ولكن في عام 1911 أصبح الفريق يلعب بنفس الزي الحالي له. استقل الفريق عن أثلتيك بلباو في عام 1923، وتم بناء ملعب خاص بالنادي. كان الفريق من أوائل من لعب بالدوري الإسباني. في 1939 دمج النادي مع أفياسيون ناسيونال من سرقسطة وتم تغيير اسم النادي إلى أتلتيك أفياسيون مدريد. تأسس أفياسيون ناسيونال في 1939 بواسطة القوة الجوية الإسبانية. في 1947 تم تغيير اسم النادي إلى مسماه الحالي وهو أتلتيكو مدريد.

### العصر الذهبي 1947–1965
تحت قيادة هيلينيو هيريرا وبمساعدة العربي بن مبارك، ربح أتلتيكو الليغا ثانية في 1950–51. بعد مغادرة هيريرا في 1953، بدأ الأتلتيكو مع ريال مدريد، برشلونة وأثلتيك بلباو ولبقيّة فترة الخمسينات صراعاً على اللقب الثالث في الدوري الإسباني.
في الستّينات والسبعينات، تصارع أتلتيكو مدريد مع برشلونة بجدية لحجز المركز الثاني. في 1957–58 قاد فرناندو داوسيك الأتلتيكو لنيل المركز الثاني في الليغا. هذه النتيجة جعلت الأتلتيكو يتأهّل لكأس أوروبا موسم 1958–59. بجهود قلب الهجوم البرازيلي فافا وإنريكي كويار، وصل الأتلتيكو إلى الدور نصف النهائي بعد أن هزموا نادي درومكوندرا، سسكا صوفيا وشالكه. في النصف النهائي قابلوا ريال مدريد، وفاز ريال مدريد على أرضه 2–1 في ملعب سانتياغو برنابيو بينما فاز الأتلتيكو 1–0 في ملعب ميتروبوليتانو. التعادل أجبر الفريقين على لعب مباراة فاصلة وفاز بها ريال مدريد 2–1 في سرقسطة.
على أية حال، أتلتيكو انتقم لنفسه عندما قادهم مدرب ريال مدريد السابق خوسيه فيلالونغا للفوز بكأس إسبانيا بعد أن دحروا ريال مدريد في سنتين متتاليتين 1960 و1961. في 1962 ربح الأتلتيكو كأس الكؤوس الأوروبية بعد فوزهم 3–0 على فيورنتينا الإيطالي. في عام 1963 وصلوا لنهائي نفس المسابقة مرة ثانية، لكن هذه المرة خسروا أمام توتنهام هوتسبير الإنجليزي بنتيجة 5–1. واستمر إنريكي كويار في لعبه دوراً مؤثراً في الفريق وانضم إليه لاعب الوسط ميغيل خونيز وصانع الألعاب أديلاردو.
لسوء حظ الفريق تزامنت الفترة الثانية من عصر أتلتيكو الذهبي مع أعظم فترة في تاريخ ريال مدريد بين 1961 و1980، حيث سيطر ريال مدريد على الليغا واستطاع الفوز بها في هذه الفترة 14 مرة. وطوال هذه المدة كان الأتلتيكو هو المنافس الوحيد الحقيقي لريال مدريد وربح الليغا أعوام 1966، 1970، 1973 و1977. الأتلتيكو كان أيضاً منافساً في كأس ملك إسبانيا 1961، 1963 و1965 وربحوا كأس الجنرال ثانية في 1965، 1972 و1976. وقد استطاع أتلتيكو عام 1965 أن ينهي الليغا كبطل حقيقي بعد صراع قوي مع ريال مدريد وأصبح وقتها الفريق الأول الذي يهزم ريال مدريد في ملعب سانتياغو بيرنابيو منذ 8 سنوات متتالية.

### الوصول إلى نهائي كأس أوروبا 1965–1974
تواجد في هذه الحقبة من عمر النادي الكثير من اللاعبين المميزين وكان أبرزهم المخضرم ألديرادو والهداف لويس أراغونيس بالإضافة إلى كل من خافيير إيراروتا وخوسيه إيلاجيو غاراتي الذي فاز بجائزة هداف الدوري الإسباني (البيتشيشي) في ثلاث سنوات متتالية (1969، 1970 و1971). في السبعينات قام الأتلتيكو بالاستعانة بخدمات العديد من اللاعبين الأرجنتينيين كروبن أيالا، بيناديرو دياز ورامون هيريديا، كما تعاقد الفريق مع المدرب الأرجنتيني خوان كارلوس لورنزو الذي كان يحبذ طريقة اللعب التي تتمثل بالانضباط الشديد، الحذر الدفاعي وإرباك الخصوم من خلال إيقاف مفاتيحهم وطريقة لعبهم، وبالرغم من بعض الجدل الذي دار حول هذه الطريقة إلا أنها أثبتت نجاحها بأكثر من مناسبة حيث استطاع الفريق وبعد فوزه باللقب المحلي عام 1973 الوصول لنهائي كأس أوروبا (دوري أبطال أوروبا حالياً) عام 1974، وفي طريقه إلى النهائي أخرج الفريق العاصمي الإسباني كل من غلطة سراي، دينامو بوخارست، ريد ستار بلغراد وسلتيك. وقد واجه أتلتيكو في النهائي الذي أقيم في ملعب الهايسل فريق بايرن ميونخ الألماني الذي كان يمر في ذلك الوقت بأحد أفضل مراحله التاريخية ويضم نجوم من نوعية فرانز بيكنباور، سيب ماير، غيرد مولر، بول برايتنر وأولي هونيس. لكن رغم قوة البايرن إلا أن أتلتيكو قدم مباراة نهائية كبيرة واستطاع انتزاع التعادل في المباراة الأولى قبل أن يخسر في مباراة الإعادة بنتيجة 4–0 حيث أحرز كل من مولر وهونيس هدفين.

### الدوري الإسباني والنجاحات الأوروبية (2009–)

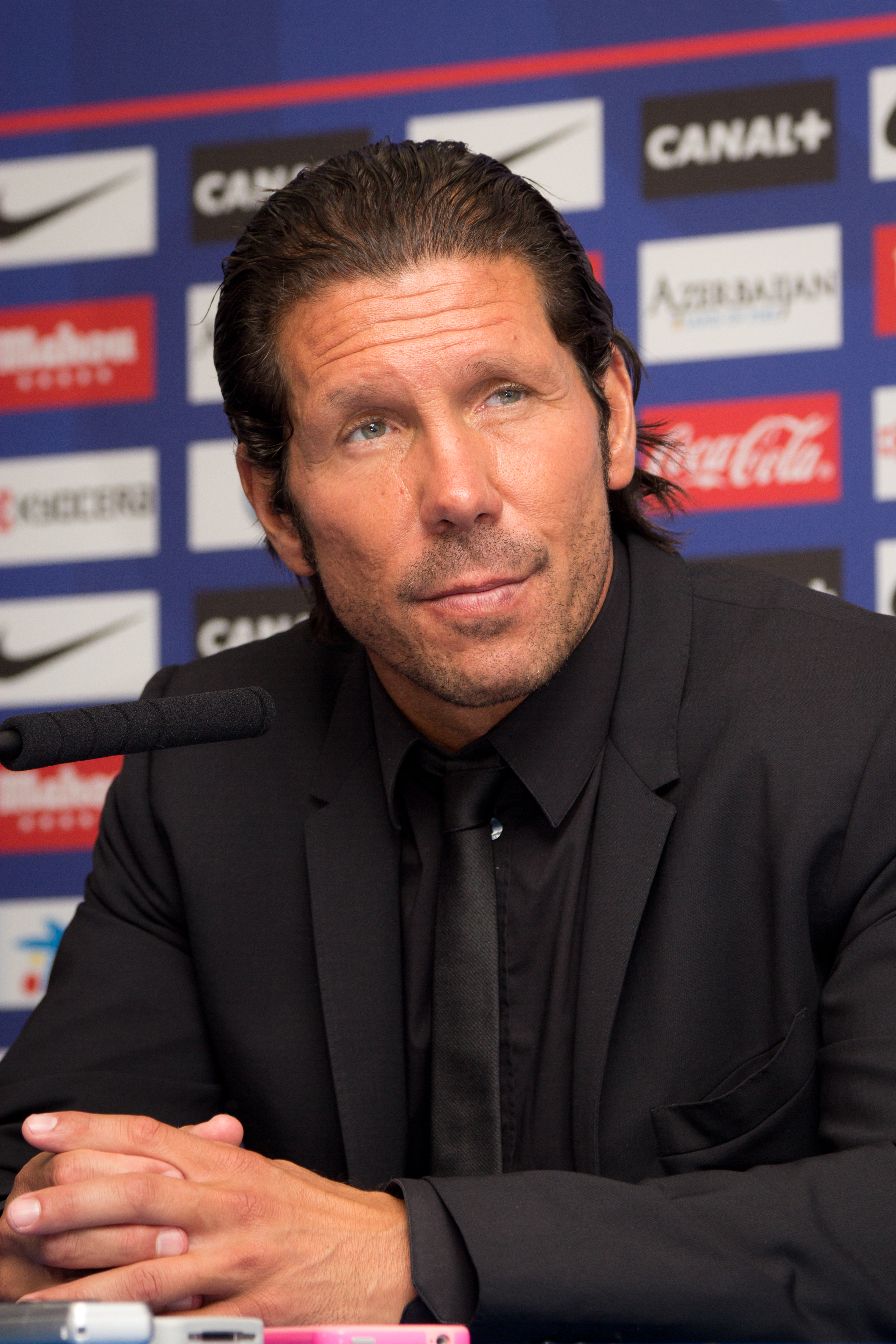
دييغو سيميوني – مدرب النادي منذ ديسمبر 2011

تغيرت أحوال النادي مع وصول المدرب كيكي فلوريس، فعلى الرغم من التأخر بالدوري في موسم 2009–10 إلا أن النادي استطاع الفوز بلقب الدوري الأوروبي لعام 2010 بعد تغلبه على ناديين إنجليزيين هما ليفربول في نصف النهائي ومن ثم على فولهام في النهائي الذي أقيم في النوردبانك أرينا في هامبورغ حيث سجل نجم الفريق وقتها المهاجم الأوروغواياني دييغو فورلان هدفين ليقود الأتلتيكو للفوز بالمباراة والبطولة بنتيجة 2–1.
هذا الفوز الأوروبي كان الأول لأتلتيكو مدريد منذ فوزهم بكأس الكؤوس الأوروبية عام 1962، كما استطاعوا بلوغ نهائي كأس املك إسبانيا في التاسع عشر من مايو 2010 ليواجهوا إشبيلية الذي استطاع هزيمتهم بنتيجة 2–0 في المباراة التي أقيمت على ملعب الكامب نو في برشلونة. بعد الفوز بالدوري الأوروبي تأهل الفريق ليلعب مباراة كأس السوبر الأوروبي لعام 2010 حيث استطاع الحصول على الكأس إثر فوزه على نادي الإنتر الإيطالي بواقع 2–0 حيث سجل الهدفين كلٌ من خوسيه أنطونيو رييس وسيرخيو أغويرو.
في موسم 2010–11 لم يكن موسماً موفقاً للفريق الإسباني العاصمي حيث أنهى الدوري بالمركز السابع وخرج من ربع نهائي كأس ملك إسبانيا ومن مرحلة المجموعات في الدوري الأوروبي مما أدى لإقالة المدرب كيكي سانشيز فلوريس قبل مراحل قليلة من نهاية الموسم واستبداله بمدرب إشبيلية السابق غريغوريو مانزانو الذي استطاع تأمين حصول النادي على آخر المراكز الإسبانية المؤهلة للدوري الأوروبي، لكن وبعد بداية ضعيفة لمانزانو في موسم 2011–12 تم في شهر ديسمبر 2011 استقدام الأرجنتيني دييغو سيميوني ليحل محله كمدير فني للنادي.
استطاع سيميوني قيادة النادي لثاني لقب في الدوري الأوروبي خلال ثلاث سنوات فقط، حيث تغلب الفريق في النهائي الذي لعب في بوخارست في 9 مايو 2012 على مواطنه أثلتيك بلباو بنتيجة 3–0 حيث سجل الكولومبي راداميل فالكاو هدفين والبرازيلي دييغو ريباس هدف، ليتأهل النادي تلقائياً لخوض نهائي كأس السوبر الأوروبي لعام 2012 حيث تمكن الأتلتيكو من الإطاحة بتشيلسي الإنجليزي بنتجة 4–1 سجل منها راداميل فالكاو 3 أهداف كاملة في شوط المباراة الأول، في الموسم التالي استطاع النادي الفوز بلقب كأس ملك إسبانيا إثر فوزه على ريال مدريد في النهائي بنتيجة 2–1 بعد مباراة ساخنة جداً شهدت طرد لاعب من كل فريق، وبهذا الفوز تمكن أتلتيكو من إنهاء سلسلة من عدم الفوز على الريال في ديربي مدريد كانت قد امتدت لـ14 عاماً و25 مباراة، وتعتبر الفترة الزمنية الممتدة من مايو 2012 لغاية مايو 2013 من أفضل سنوات الأتلتيكو في الألفية الجديدة حيث استطاع الفوز بثلاث كؤوس خلال حوالي السنة (كأس الدوري الأوروبي، السوبر الأوروبي وكأس الملك الإسباني).
في 17 مايو 2014، تعادل 1–1 في كامب نو ضد برشلونة ليضمن لقب الدوري الإسباني لأتلتيكو، وهو الأول منذ عام 1996، وأول لقب منذ 2003–04 لم يفز به برشلونة أو ريال مدريد. بعد أسبوع واحد، واجه أتلتيكو منافسه في العاصمة ريال مدريد في أول نهائي دوري أبطال أوروبا له منذ عام 1974، وكان النهائي الأول بين فريقين من نفس المدينة. تقدموا في الشوط الأول عن طريق دييغو غودين وتقدموا حتى الدقيقة الثالثة من الوقت المحتسب بدل الضائع، عندما سجل سيرخيو راموس هدف التعادل من ركلة ركنية. ذهبت المباراة إلى الوقت الإضافي، وفاز الريال في النهاية بنتيجة 4–1. وصل أتلتيكو إلى نهائي دوري أبطال أوروبا للمرة الثانية في ثلاثة مواسم في 2015–16، وواجه ريال مدريد مرة أخرى، وخسر بركلات الترجيح بعد التعادل 1–1. في عام 2018، فازوا بلقب الدوري الأوروبي للمرة الثالثة في تسع سنوات بفوزهم على مارسيليا 3–0 في المباراة النهائية على بارك أولمبيك ليون في ليون، بفضل ثنائية أنطوان غريزمان وهدف من قائد النادي غابي في المباراة التي كانت الأخيرة له مع النادي. كما فاز أتليتكو بكأس السوبر الأوروبي مرة أخرى بعد فوزهم على ريال مدريد 4–2 في بداية الموسم التالي في أ. لي كوك أرينا في تالين. في 22 مايو 2021، حقق الفوز 1–2 على ملعب خوسيه زوريلا ضد بلد الوليد ليحققوا لقب الدوري الإسباني لأتلتيكو، بعد سبع سنوات من فوزهم الأخير. On في 16 أبريل 2024، تأهل الفريق إلى كأس العالم للأندية 2025 لأول مرة في تاريخ النادي، على الرغم من إقصائه من دوري أبطال أوروبا 2023–24، كما خرج برشلونة أيضًا، وكان أتلتيكو هو النادي الإسباني الأعلى تصنيفًا في تصنيف الاتحاد الأوروبي لكرة القدم لأربع سنوات.

## ديربي مدريد

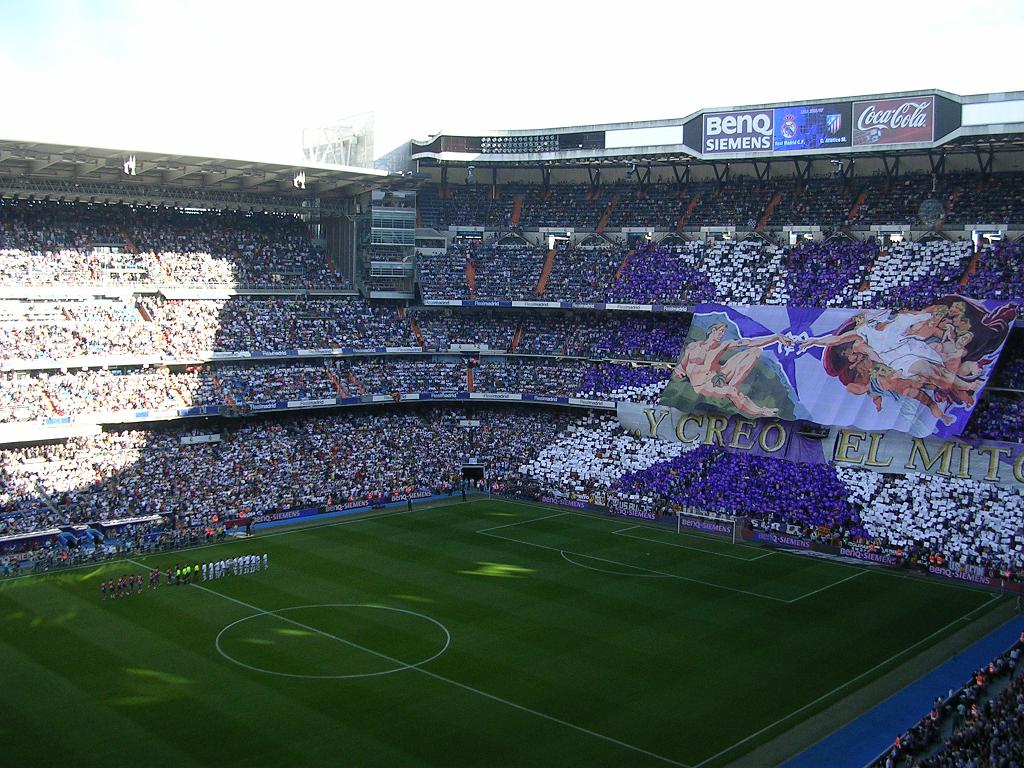
مشجعي ريال مدريد خلال مباراة ديربي مدريد لعام 2006، في ملعب سانتياغو بيرنابيو.

ديربي مدريد (بالإسبانية: El Derbi madrileño) يطلق هذا الاسم على مباراة كرة القدم التي تجمع بين فريقي العاصمة الإسبانية ريال مدريد وأتلتيكو مدريد، حيث يعدّ الناديين ذو هوية متناقضة تاريخياً، فدائماً ما كان ينظر للريال على أنه نادي الطبقة الغنية والإنجازات بينما كان الأتليتكو فريق الطبقة العاملة والمتمردة، كما أن أتليتيكو كان الفريق المفضل من قبل نظام فرانكو في بداياته بسبب ارتباطه بالقوى العسكرية الجوية، إلا أنه لاحقاً ومنذ مطلع الخمسينيات توجه النظام لدعم وتفضيل الريال. وقد سعى فرانكو حينها إلى الكسب السياسي من خلال إنجازات الريال الأوروبية في الوقت التي كانت تفرض فيه العزلة الدولية على إسبانيا حيث قال أحد الوزراء الإسبان في ذلك الوقت: «الريال هو أفضل سفارة قد حظينا بها»، وقد أدى هذا التفضيل للريال مع الوقت إلى تأثير كبير على ثقافة العاصمة الإسبانية الكروية حيث تولدت عداوة كبيرة بين الناديين ومن وقتها أصبح مشجعوا الأتليتيكو يغنون «مدريد، مدريد، فريق الحكومة وعار البلاد».
أكثر النوادي مجاورةً لريال مدريد هو نادي أتليتيكو مدريد، الذي تسود بين مشجعيه ومشجعي ذاك الأول منافسة حادة. تأسس نادي أتليتيكو مدريد على يد ثلاثة تلاميذ باسكيون سنة 1903، لكنه على الرغم من ذلك انضم إليه بعض اللاعبين المنشقين عن نادي مدريد لكرة القدم، الذي أصبح لاحقًا ريال مدريد، عام 1904. من أسباب العداوة التاريخية بين هذين الناديين أن مشجعي الريال هم بأغلبهم من أبناء الطبقة الوسطى. فيما أن مشجعي أتليتيكو من أبناء الطبقة الكادحة، وقد خّفت حدّة المنافسة بسبب هذه الحجة بشكل كبير حاليًا. تقابل الفريقان لأول مرة بتاريخهما في 21 فبراير سنة 1929، بمباراة اعتبرت أول ديربي في الدوري الإسباني، انتهت لصالح الريال بنتيجة 2–1. حصدت هذه المنافسة انتباه محبي كرة القدم خارج إسبانيا لأول مرة في عام 1959، خلال دوري أبطال أوروبا، عندما تقابل الفريقان في المباراة نصف النهائية، التي جاءت لصالح الريال بنتيجة 2–1. غير أن أتليتيكو عادوا وثأروا لهزيمتهم عندما هزموا الريال في مبارتين نهائيتين في بطولة كأس ملك إسبانيا عاميّ 1960 و1961 على التوالي.

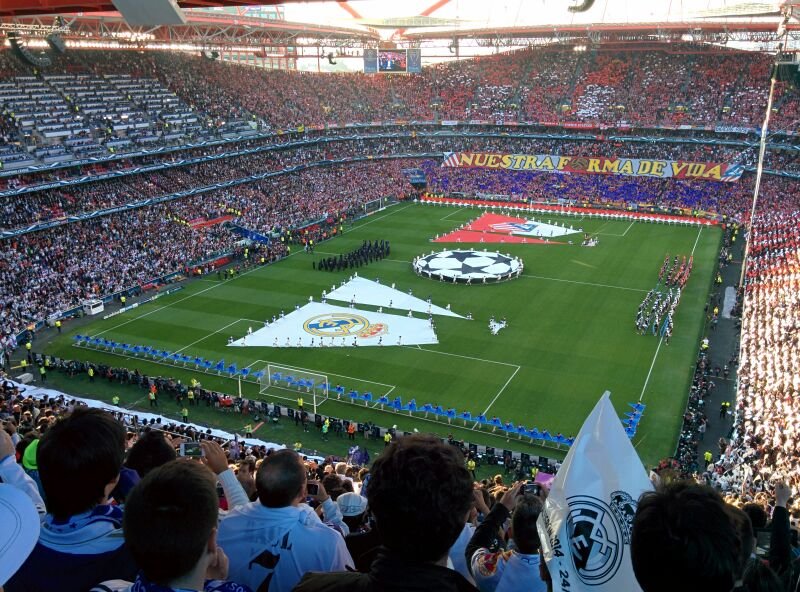
جانب من مباراة الفريقين في نهائي دوري أبطال أوروبا عام 2014.

خلال الفترة الممتدة من عام 1961 حتى عام 1989، أي عندما سيطر ريال مدريد على الدوري الإسباني، وحده نادي أتليتيكو مدريد كان القادر على التصدي له وتكبيده بعض الخسائر، كما فعل حين فاز عليه ببطولة الدوري في أعوام: 1966، 1970، 1973، و 1977. وفي عام 1965 استحال أتليتيكو أوّل ناد يهزم الريال في ملعب سانتياغو بيرنابيو منذ ثماني سنوات. أما حاليًا فإن نتائج أغلب المباريات بين الناديين تُظهر تفوقًا ملحوظًا للريال، فعلى سبيل المثال، هزم الأخير منافسه بنتيجة 0–4 خلال موسم 2002–03، وذلك في ملعب فيسينتي كالديرون.
مؤخراً عانى أتليتيكو مدريد بشكلٍ كبير في مباريات الديربي حيث لم يمكن من الفوز في الديربي لمدة 14 سنة، إلا أنه استطاع كسر هذه الفترة السلبية بفوزه على الريال على ملعبه في 17 مايو 2013 في نهائي كأس الملك الإسباني، ليعاود الانتصار مجدداً في 28 سبتمبر 2013 بنتيجة 1–0 في البرنابيو أيضاً لكن هذه المرة ضمن منافسات الدوري الإسباني.

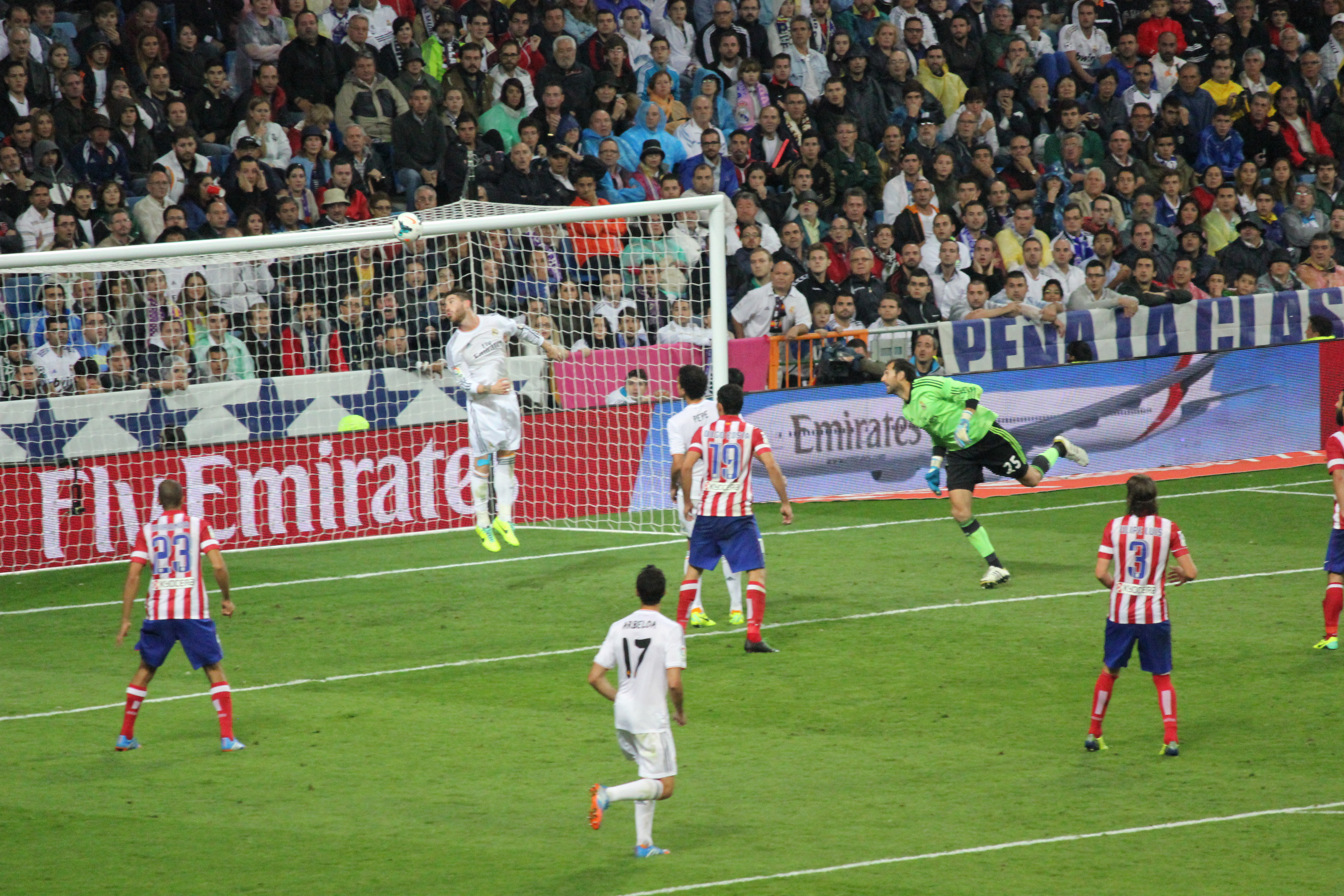
جانب من مباراة ديربي مدريد في سبتمبر 2013.

أقيم أول لقاء بين الفريقين في عام 1923 ضمن مسابقة كأس ملك إسبانيا، وانتهى بفوز نادي ريال مدريد بنتيجة 3–0. يمتلك نادي ريال مدريد الرقم الأكبر في عدد مرات الفوز في اللقاءات الرسمية التي جمعت الفريقين، حيث تواجه الفريقان في 277 لقاءاً رسمياً، ريال مدريد هيمن فيها نادي ريال مدريد تاريخياً على جاره محققاً الفوز في 145 لقاء، بينما فاز نادي أتليتيكو مدريد في 69 لقاءً، وتعادل الفريقان في 63 لقاء. ويعدّ فوز أتليتيكو مدريد بنتيجة 5–0 على ريال مدريد في موسم 1947–1948 أكبر فوز حققه أتليتيكو مدريد على الريال، بينما حقق ريال مدريد النتيجة في مناسبتين موسم 1958–1959 وموسم 1983–1984. من ناحية تسجيل الأهداف، يعدّ لاعب ريال مدريد البرتغالي كريستيانو رونالدو أكثر من سجل في تاريخ الديربي برصيد 18 هدفاً، بينما أكثر من سجل من نادي أتليتيكو مدريد هو باكو كامبوس، بعدما تمكن من إحراز 12 هدفًا. أما من ناحية المشاركة في الديربي، يعدّ مانويل سانشيز أكثر لاعب شارك من ريال مدريد في الديربي برصيد 42 مباراة، بينما يعدّ ألديرادو أكثر اللاعبين ظهورا قي لقاءات الديربي من جانب أتليتيكو مدريد من خلال خوضه 35 مباراة. يذكر أن أسرع هدف تم تسجيله في ديربي مدريد بمنافسات الدوري الإسباني كان عن طريق رونالدو البرازيلي بعد 14 ثانية فقط من بداية المباراة في 23 مارس 2003 وإنتهت وقتها المباراة بفوز ريال مدريد بهدفين مقابل لا شئ.
آخر تحديث 12 مارس 2025.
| المنافسة            | المواجهات | الفوز      | الفوز         | التعادل | الأهداف    | الأهداف       |
| المنافسة            | المواجهات | ريال مدريد | أتلتيكو مدريد | التعادل | ريال مدريد | أتلتيكو مدريد |
| ------------------- | --------- | ---------- | ------------- | ------- | ---------- | ------------- |
| الدوري الإسباني     | 176       | 91         | 41            | 44      | 302        | 226           |
| كأس الملك           | 44        | 18         | 12            | 14      | 62         | 50            |
| كأس الدوري الإسباني | 4         | 1          | 2             | 1       | 7          | 7             |
| السوبر الإسباني     | 4         | 1          | 1             | 2       | 6          | 5             |
| دوري أبطال أوروبا   | 11        | 6          | 3             | 2       | 16         | 9             |
| كأس السوبر الأوروبي | 1         | 0          | 1             | 0       | 2          | 4             |
| مجموع الكلي         | 240       | 117        | 60            | 63      | 395        | 301           |

## الملعب

### ملعب ميتروبوليتانو

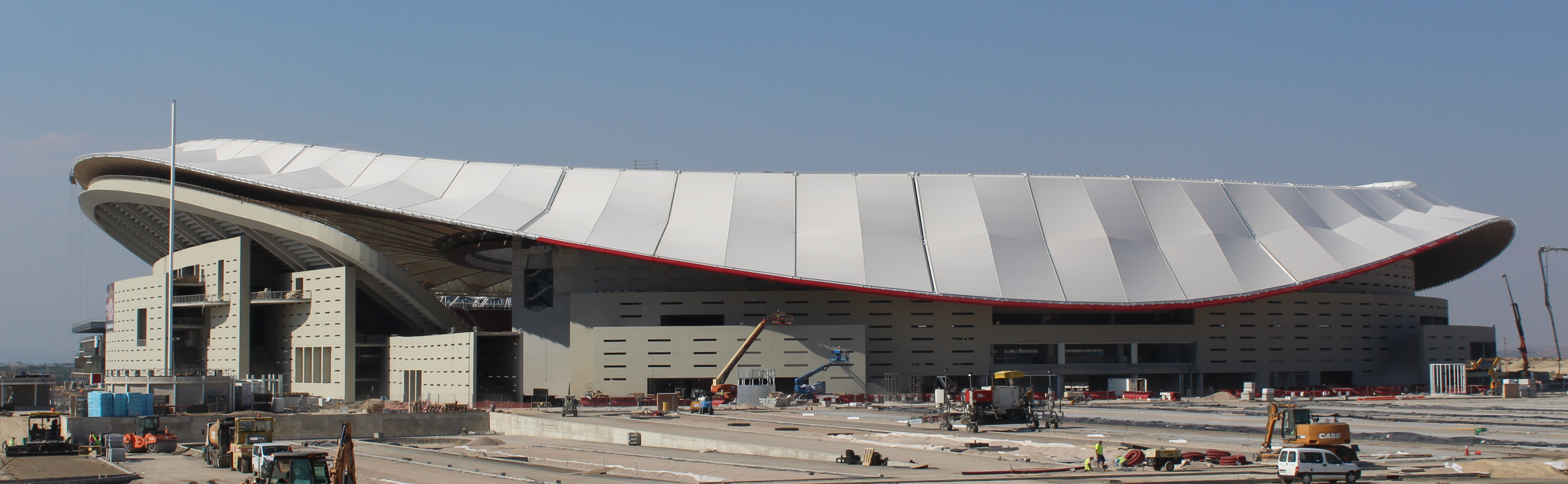
ملعب واندا ميتروبوليتانو.

ملعب واندا ميتروبوليتانو (بالإسبانية: Wanda Metropolitano) ويُعرف سابقاً باسم ملعب دي لا كومنيداد دي مادريد (بالإسبانية: Estadio de la Comunidad de Madrid) و ملعب مدريد الأولمبي (بالإسبانية: Estadio Olímpico de Madrid) واشتهر سابقاً باسم ملعب دي لا بينيتا (بالإسبانية: Estadio de La Peineta)، هو ملعب كرة قدم الخاص بنادي أتلتيكو مدريد الإسباني، ويقع في منطقة سان بلاس–كانيليخاس، بالعاصمة الإسبانية مدريد، بنفس مكان الملعب القديم المعروف باسم ملعب لا بينيتا (بالإسبانية: Estadio de La Peineta). وهو الملعب الرسمي لنادي أتلتيكو مدريد الإسباني. وقد افتتح الملعب في بداية موسم 2017–2018، ويتسع الملعب لحضور 67 ألف متفرج. وقد بني الملعب على مساحة تقدر بـ88 ألفا و150 متر مربع، ما يعادل 3 أضعاف الملعب القديم، المعروف باسم ملعب فيسنتي كالديرون. تم تسمية الملعب في بداية الأم باسم ملعب دي لا كومنيداد دي مادريد تم تغير ليصبح ملعب مدريد الأولمبي، لكن بسبب قوانين الاتحاد الأوروبي لكرة القدم فيما يخص بعقود الرعاية، تم تغيير الملعب ليصبح ملعب واندا ميتروبوليتانو.
كان من المفترض أن يتم الإبقاء على التسمية القديمة للملعب والعروف باسم ملعب لا بينيتا، لكن في 9 ديسمبر 2016، أعلن نادي أتلتيكو مدريد عن تغيير الاسم ليصبح ملعب واندا ميتروبوليتانو. ويعود سبب تغيير اسم الملعب إلى استحواذ مجموعة واندا الصينية على 20% من أسهم نادي أتلتيكو مدريد. وقد قامت مجموعة واندا بشراء حقوق رعاية الملعب الجديد لمدة خمسة مواسم مقابل 10 مليون يورو سنوياً.

### ملاعب سابقة

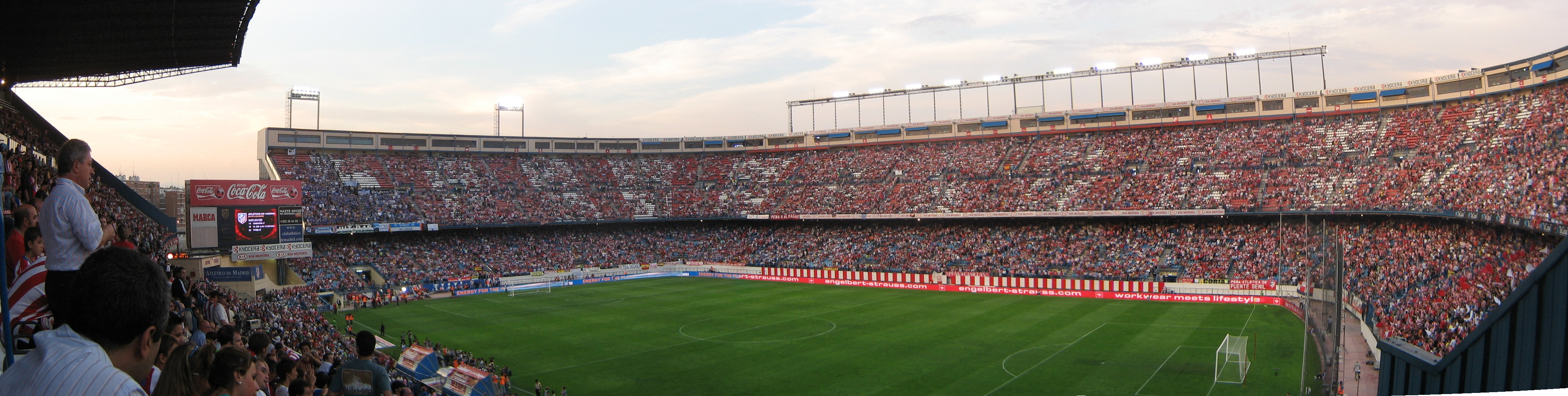
إستاديو بينسينتي كالديرون

إستاديو بينسينتي كالديرون (بالإسبانية: Estadio Vicente Calderón) هو ملعب نادي أتلتيكو مدريد سابقاً. سمي الملعب بهذا الاسم نسبة إلى الرئيس السابق لأتلتيكو مدريد فيسنتي كالديرون. يعد من أكبر الملاعب في إسبانيا وأوروبا حيث كان يتسع لحضور لـ54.960 متفرج. يقع في جنوب العاصمة الإسبانية مدريد، وتبلغ مساحته 55 ألف متفرج تقريباً. ودائماً ما تقام عليه مباريات المنتخب الإسباني لكرة القدم. تم تصنيف الملعب في عام 2003 ضمن ملاعب «5 نجوم» وذلك من قبل الإتحاد الأوروبي. وكان الفريق قد انتقل لاستخدام ملعبه الحالي عام 1966 حيث لعب قبل هذه الفترة بملعبي الروندا فاليكاس لغاية عام 1923 وملعب الميتروبوليتانو دي مدريد بين عامي 1923 و1966. حسب المخطط فسيتم تدمير ملعب البينسيتي كالديرون عند الانتقال للملعب الجديد ويتم تحويله لحديقة ألعاب مائية.
أما مركز الفريق التدريبي فهو السيداد ديبورتيفو دي ماياديهوندا الذي يقع على بعد 20 كلم غرب العاصمة الإسبانية وتضم المنشأة التدريبية للنادي ملعب ونادي رياضي ويتدرب فيها فريق النادي الأول بالإضافة إلى فريق ناشئي الأتليتيكو.

## الشعارات

1911 - 1917
1939 - 1941
1942 - 1947
1947 - 2017
2017 - 2024
2024 - حتى الآن

## تشكيلة اللاعبين

### التشكيلة الحالية

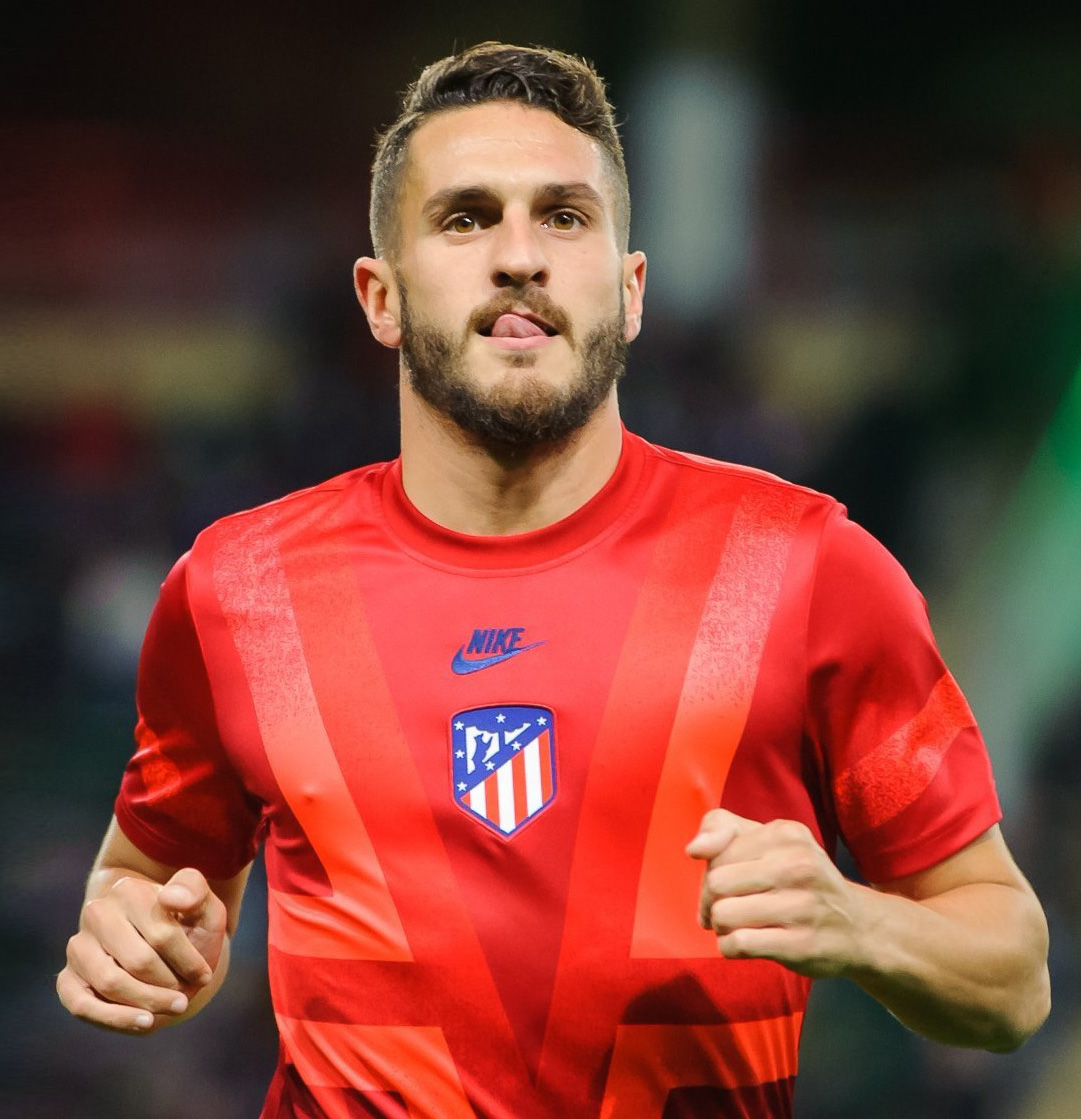
كوكي قائد الفريق

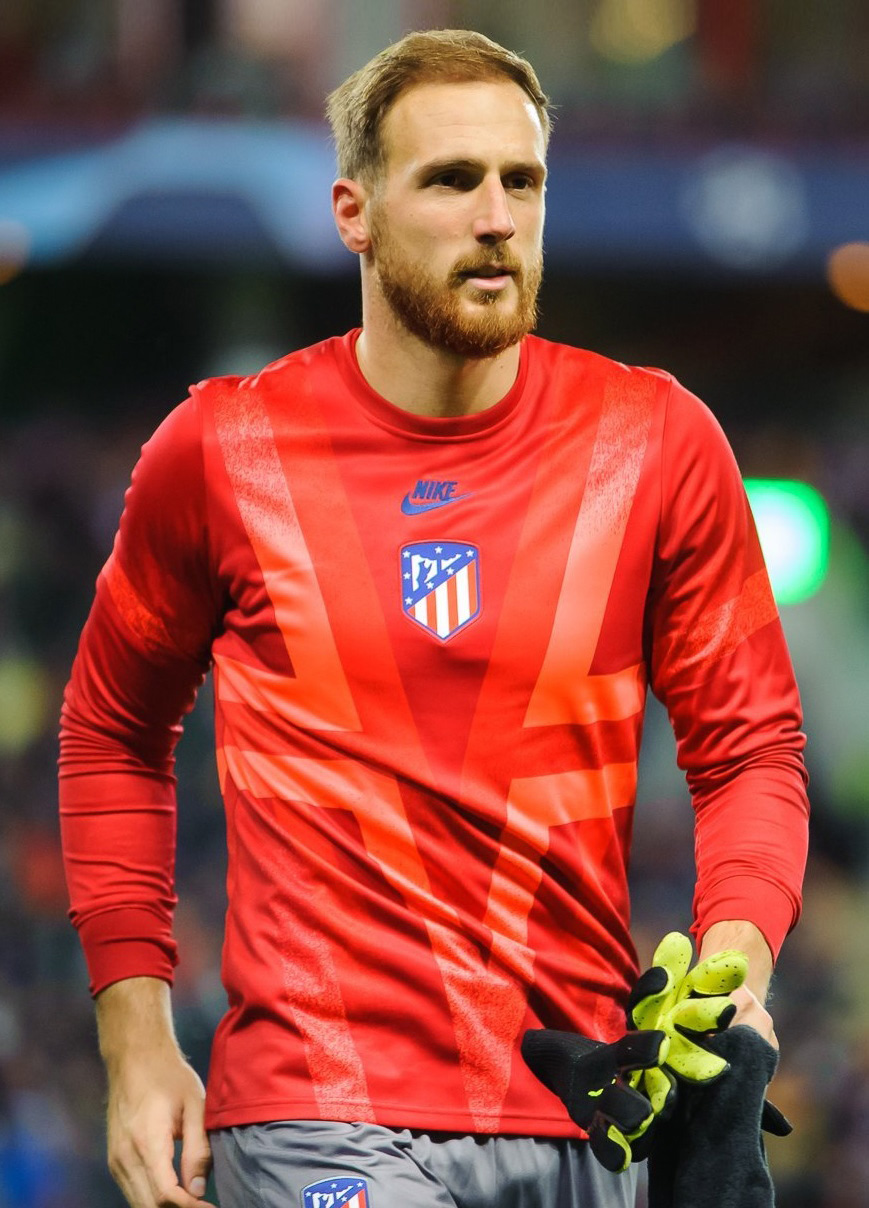
يان أوبلاك نائب القائد

- آخر تحديث 4 أغسطس 2025.[59]

ملاحظة: تشير الأعلام إلى المنتخب بحسب قواعد الأهلية المعتمدة من قبل الفيفا؛ تنطبق بعض الاستثناءات المحدودة. وقد يحمل اللاعبون أكثر من جنسية لا تعترف بها الفيفا.
| الرقم | البلد            | المركز | اللاعب          |
| ----- | ---------------- | ------ | --------------- |
| 1     | الأرجنتين        | حارس   | خوان موسو       |
| 2     | الأوروغواي       | مدافع  | خوسيه خيمينيز   |
| 3     | إيطاليا          | مدافع  | ماتيو روجيري    |
| 4     | إنجلترا          | وسط    | كونور غالاغير   |
| 5     | الولايات المتحدة | وسط    | جوني كاردوسو    |
| 6     | إسبانيا          | وسط    | كوكي            |
| 7     | فرنسا            | مهاجم  | أنطوان غريزمان  |
| 8     | إسبانيا          | وسط    | بابلو باريوس    |
| 9     | النرويج          | مهاجم  | أليكسندر سورلوث |
| 10    | إسبانيا          | وسط    | أليكس باينا     |
| 11    | الأرجنتين        | مهاجم  | تياغو ألمادا    |

| الرقم | البلد     | المركز | اللاعب           |
| ----- | --------- | ------ | ---------------- |
| 13    | سلوفينيا  | حارس   | يان أوبلاك       |
| 14    | إسبانيا   | وسط    | ماركوس يورينتي   |
| 15    | إسبانيا   | مدافع  | كليمان لينغليه   |
| 16    | الأرجنتين | مدافع  | ناهويل مولينا    |
| 17    | سلوفاكيا  | مدافع  | دافيد هانكو      |
| 18    | إسبانيا   | مدافع  | مارك بوبيل       |
| 19    | الأرجنتين | مهاجم  | خوليان ألفاريز   |
| 20    | الأرجنتين | مدافع  | جوليانو سيميوني  |
| 21    | إسبانيا   | مدافع  | خافي غالان       |
| 24    | إسبانيا   | مدافع  | روبين لو نورماند |

### لاعبون آخرون
ملاحظة: تشير الأعلام إلى المنتخب بحسب قواعد الأهلية المعتمدة من قبل الفيفا؛ تنطبق بعض الاستثناءات المحدودة. وقد يحمل اللاعبون أكثر من جنسية لا تعترف بها الفيفا.
| الرقم | البلد     | المركز | اللاعب         |
| ----- | --------- | ------ | -------------- |
| —     | الأرجنتين | مدافع  | ماريانو غوميز  |
| —     | كولومبيا  | مدافع  | سانتياغو أرياس |
| —     | المغرب    | وسط    | عبد دامار      |

| الرقم | البلد    | المركز | اللاعب          |
| ----- | -------- | ------ | --------------- |
| —     | إسبانيا  | وسط    | إسماعيل غوتيريز |
| —     | إسبانيا  | مهاجم  | جيرمان فاليرا   |
| —     | البرتغال | مهاجم  | ماركوس باولو    |

### المٌعارون
تنتهي إعارة جميع اللاعبين في 30 يونيو 2023.

ملاحظة: تشير الأعلام إلى المنتخب بحسب قواعد الأهلية المعتمدة من قبل الفيفا؛ تنطبق بعض الاستثناءات المحدودة. وقد يحمل اللاعبون أكثر من جنسية لا تعترف بها الفيفا.
| الرقم | البلد      | المركز | اللاعب                             |
| ----- | ---------- | ------ | ---------------------------------- |
| —     | إسبانيا    | مدافع  | مانو سانشيز (إلى أوساسونا)         |
| —     | الأوروغواي | وسط    | خوان مانويل (إلى أتليتكو سان لويس) |
| —     | إسبانيا    | وسط    | رودريغو ريكيلمي (إلى نادي جيرونا ) |
| —     | إسبانيا    | وسط    | فيتولو (إلى نادي لاس بالماس)       |
| —     | إسبانيا    | مهاجم  | بورخا غارسيس (إلى تينيريفي)        |

| الرقم | البلد     | المركز | اللاعب                                  |
| ----- | --------- | ------ | --------------------------------------- |
| —     | إسبانيا   | مهاجم  | سيدريك تيغويه (إلى نادي قرطبة)          |
| —     | الأرجنتين | مهاجم  | جوليانو سيميوني (إلى ريال سرقسطة)       |
| —     | البرازيل  | مهاجم  | صموئيل لينو (إلى نادي فالنسيا)          |
| —     | إسبانيا   | مهاجم  | سيرجيو كاميلو (إلى رايو فايكانو)        |
| —     | إسبانيا   | مهاجم  | فيكتور موليخو (إلى ريال سرقسطة)         |
| —     | البرتغال  | مهاجم  | جواو فيليكس (إلى نادي تشيلسي)           |
| —     | البرازيل  | مهاجم  | ماتيوس كونيا (إلى وولفرهامبتون واندررز) |

## أبرز اللاعبين الذين مروا على النادي
حامل الرقم القياسي لعدد الظهور بقميص النادي هو الأسباني كوكي الذي لعب للأتلتيكو 683 مباراة إلى حد الأن، أما الفرنسي أنطوان غريزمان فيحمل بدوره الرقم القياسي لأكثر اللاعبين إحرازاً للأهداف مع النادي بكل المسابقات برصيد 197 هدفاً حتي الآن. بينما يعدّ أدريان إسكوديرو أكثر اللاعبين تهديفاً للنادي في الدوري الإسباني برصيد 150 هدفاً، وأما أغلى صفقة بتاريخ النادي فهي توقيع النادي مع البرتغالي جواو فيليكس من بنفيكا بمبلغ مقابل 126 مليون يورو.
|    | الاسم                | الجنسية   | عدد المباريات |
| -- | -------------------- | --------- | ------------- |
| 1  | كوكي                 | إسبانيا   | 683           |
| 2  | إديلاردو رودريغيز    | إسبانيا   | 551           |
| 3  | يان أوبلاك           | سلوفينيا  | 494           |
| 4  | إنريكي كولار         | إسبانيا   | 470           |
| 5  | أنخيل كوريا          | الأرجنتين | 468           |
| 6  | توماس رينونيس        | إسبانيا   | 463           |
| 7  | خوان ألبيرتو أغيليرا | إسبانيا   | 454           |
| 8  | أنطوان غريزمان       | فرنسا     | 444           |
| 9  | ساؤول نيغيز          | إسبانيا   | 427           |
| 10 | إزاسيو كاليخا        | إسبانيا   | 425           |

|    | الاسم             | الجنسية   | الأهداف |
| -- | ----------------- | --------- | ------- |
| 1  | أنطوان غريزمان    | فرنسا     | 197     |
| 2  | لويس أراغونيس     | إسبانيا   | 173     |
| 3  | أدريان إسكوديرو   | إسبانيا   | 169     |
| 4  | باكو كامبوس       | إسبانيا   | 144     |
| 5  | خوسيه غاراتي      | إسبانيا   | 135     |
| 6  | خواكين بيرو       | إسبانيا   | 125     |
| 7  | إديلاردو رودريغيز | إسبانيا   | 113     |
| 8  | إنريكي كولار      | إسبانيا   | 105     |
| 9  | خوسيه خونكوسا     | إسبانيا   | 103     |
| 10 | سيرجيو أغويرو     | الأرجنتين | 101     |

## الإنجازات

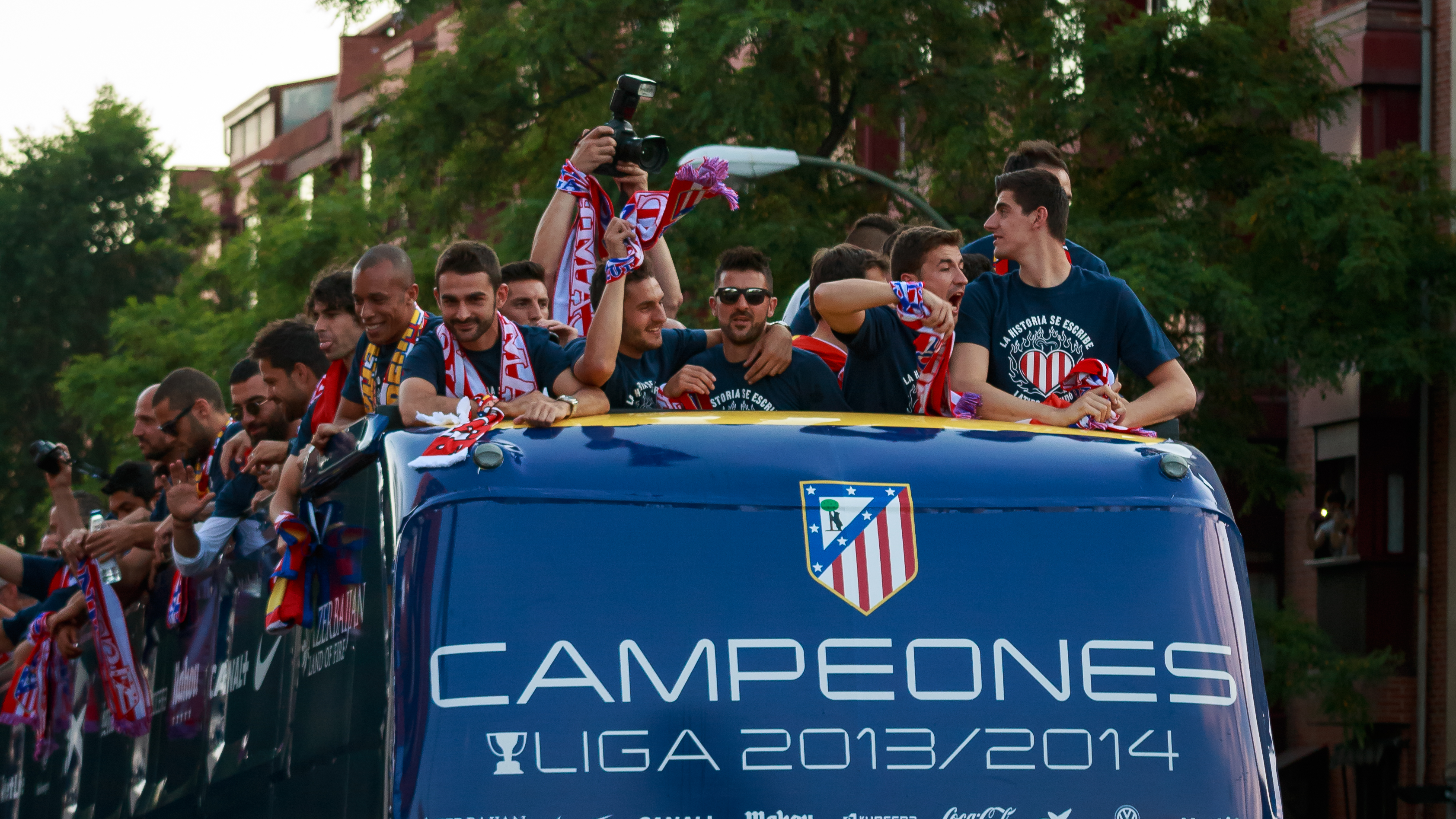
احتفالات أتلتيكو مدريد بعد فوزه بلقب الدوري الإسباني 2013–14

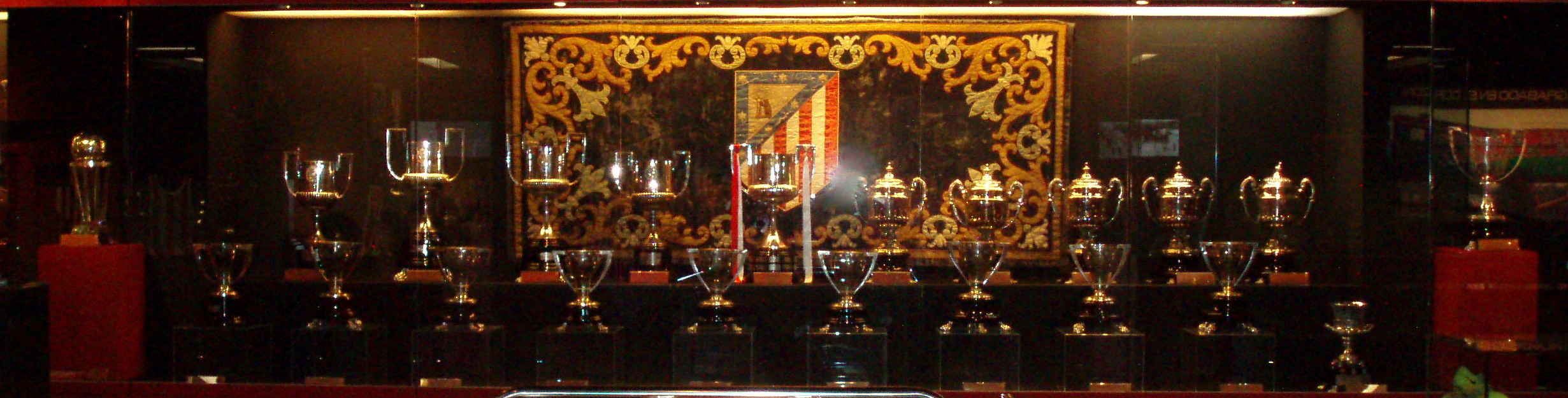
خزانة الجوائز

### المسابقات المحلية
- الدوري الإسباني

البطل (11): 1939–40، 1940–41، 1949–50، 1950–51، 1965–66، 1969–70، 1972–73، 1976–77، 1995–96، 2013–14، 2020–21
- كأس ملك إسبانيا

البطل (10): 1959–60، 1960–61، 1964–65، 1971–72، 1975–76، 1984–85، 1990–91، 1991–92، 1995–96، 2012–13
- كأس السوبر الإسباني

البطل (2): 1985، 2014
- كأس الأبطال الإسبانية[ا]

البطل (1): 1940–41
- كأس رئيس الاتحاد[ا]

البطل (1): 1947
- كأس إيفا دوارتي

البطل (1): 1951
1. 1 2  سلف كأس السوبر الإسباني

### المسابقات الدولية
- كأس أوروبا / دوري أبطال أوروبا

الوصيف (3): 1973–74، 2013–14، 2015–16
- كأس الكؤوس الأوروبية

البطل (1): 1961–62
الوصيف (2): 1962–63، 1985–86
- الدوري الأوروبي

البطل (3): 2009–10، 2011–12، 2017–18
- كأس السوبر الأوروبي

البطل (3): 2010، 2012، 2018
- كأس الإنتركونتيننتال

البطل (1): 1974

### الجوائز والتقديرات
- جائزة جلوب سوكر الخاصة: 2014[69]
- أفضل نادي للعام من جلوب سوكر: 2012، 2018[70][71]
- فريق العام من الاتحاد الدولي لتاريخ وإحصاءات كرة القدم: 2018[72]

## وصلات خارجية
- موقع النادي الرسمي
- نشيد النادي على يوتيوب